# Emilio Adolfo Westphalen
Emilio Adolfo Westphalen, född 15 juli 1911 i Lima, Peru, död där 17 augusti 2001, var en peruansk författare, surrealistisk poet och utgivare. Han har gjort verk tillsammans med bland annat César Moro, en central gestalt inom det konstnärliga och litterära avantgardet i Peru och Mexiko. År 1947 grundade han tidskriften Las Moradas, med poesi, konst och artiklar om allt från antropologi till politik och filosofi. I tidskriften utgavs spanska författare i exil, amerikaner och européer.